# Monte Argentera
Monte Argentera er et bjerg i De maritime Alper, i provinsen Cuneo, Piemonte, i det nordvestlige Italien. Med en højde på 3.297 meter er det den højeste top i bjergkæden.
Toppen ligger ovenfor Valle Gesso, på grænsen mellem kommunerne Entracque og Valdieri. Geologisk er den dannet af gnejs af forskellige sammensætninger, med lokale granitfremspring.

## Eksterne kilder og henvisninger
1. ↑  Argentera, Italy, www.peakbagger.com1 (accessed on April 2014)

- Wikimedia Commons har flere filer relateret til Monte Argentera
- Atlante Orografico delle Alpi. Sergio Marazzi, (2005). SOIUSA (in Italian). Priuli & Verlucca. p. 134. ISBN 978-88-8068-273-8.
- Monte Argentera, tre metri sotto i tremila e trecento, in Piemonte Parchi - speciale Cime Tempestose. Regione Piemonte. Nanni Villani, (April 2002)